# 兵庫県立武道館

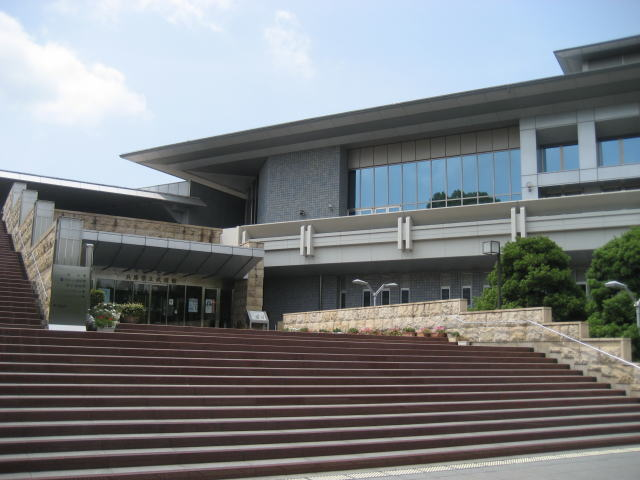
武道館入口

兵庫県立武道館（ひょうごけんりつぶどうかん）は、兵庫県姫路市の手柄山平和公園内にある武道館。2002年に開館した。
2018年6月1日より姫路ケーブルテレビ株式会社がネーミングライツスポンサーとなり、2022年3月31日まで「ウインク武道館」の愛称が付けられていた。

## 施設
- 第一道場ブロック （グローリーによる命名権の獲得で、2011年4月1日より2017年3月31日まで「グローリー道場」の愛称が付けられた）
  - 競技場4面（檜床）― 観客席1,980席
    - 床転換システム
    - 大型映像装置

  - 附属施設
    - 控室
    - 更衣室
    - 救護室
    - 準備室
    - 会議室など
- 第二道場ブロック （学校法人創志学園による命名権の獲得で、2012年5月1日より2014年3月31日まで「創志学園道場」の愛称が付けられ、学校法人帝京科学大学による命名権の獲得で、2014年4月1日より2017年3月31日まで「帝京科学大学道場」の愛称が付けられた）
  - 競技場8面（杉床）― 観客席1,034席
  - 附属施設
    - 指導員室
    - 準備室
- 共用ブロック  
  - 展示・情報コーナー
  - トレーニングルーム
  - レストラン
  - 研修室
  - 和室

## 建築概要
- 敷地面積― 約20,000m2
- 延床面積― 約14,000m2
- 構造― RC、地上2階、地下1階
- 用途― スポーツ施設
- 竣工― 2001年
- 所在地― 〒670-0971 兵庫県姫路市西延末504番地

## 交通
手柄駅（山陽電気鉄道本線）より徒歩6分。

## 大会
若鷲旗剣道大会が毎年12月に開催されている。

## 周辺情報
- 手柄山
- 姫路市役所
- 姫路市立水族館
- 姫路市立姫路球場
- 姫路市立中央体育館
- 手柄山温室植物園